# Sukov
Sukov est un village de Slovaquie situé dans la région de Prešov.

## Histoire
Première mention écrite du village en 1557.

## Démographie

### Évolution de la population
| Année:               | 1994. | 2004.   | 2014.   | 2024.    |
| -------------------- | ----- | ------- | ------- | -------- |
| Nombre de personnes: | 138   | 137     | 127     | 149      |
| Différence:          |       | -0,72 % | -7,29 % | +17,32 % |

| Année:               | 2023. | 2024.   |
| -------------------- | ----- | ------- |
| Nombre de personnes: | 148   | 149     |
| Différence:          |       | +0,67 % |